# Ertuğrul Kürkçü
Ertuğrul Kürkçü   (Bursa, 5 de maig de 1948) és un polític turc, activista socialista i l'actual President Honorari dels Partit Democràtic dels Pobles (HDP).

## Biografia
Kürkçü va néixer a Bursa i on d'estudiant va començar a militar a la coneguda com Generació del 68 al costat de Mahir Çayan i Deniz Gezmis. A l'octubre 1970, va ser triat president de la Federació de Joventut Revolucionària turca (DEV-Genç). El 1972, Kürkçü es va unir a la resistència armada contra la junta militar turca i va participar en una operació planejada per Mahir Çayan, quan van segrestar tres tècnics de la OTAN al districte de Ünye per demanar l'alliberament de Deniz Gezmis i altres activistes condemnats a mort. El 30 de març de 1972 les autoritats turques van detenir els revolucionaris i tots els activistes excepte Kürkçü van ser assassinats. Processats sota la Llei marcial i sentenciat a mort, però després d'una amnistia general el 1974 la seva condemna es va convertir en 30 anys de presó. El 1986, 14 anys després, va ser alliberat. A la presó, Kürkçü va traduir diversos llibres al turc, incloent la biografia de Karl Marx.
Després del seu alliberament de presó, Kürkçü va començar la seva carrera editorial com a editor en cap per l'Enciclopèdia de Socialisme i Lluites Socials. Va continuar la seva vida política en la lluita per la unificació de el moviment d'esquerres socialista de Turquia. El 1996, va fundadar el Partit de la Llibertat i la Solidaritat (ÖDP), un partit de l'esquerra unida turca. Després de la campanya electoral del 1999, juntament amb d'altres militants del partit, va dimitir i es va desintegrar el partit. Va ser editor a la revista Pa i Llibertat. A les eleccions generals de 2011, Kürkçü es va unir a la llista electoral 'Treball, Democràcia i Llibertat' com a candidat independent i va entrar per la província de Mersin amb un 9.7% dels vots. Va ser membre del Comitè d'Investigació dels Drets humans.

### Carrera política
Kürkçü va sortir escollit com a independent a les eleccions generals de 2011 per a la província de Mersin i a les eleccions legislatives turques de juny de 2015 i novembre de 2015 pel Partit Democràtic dels Pobles (HDP) per a la Província d'Esmirna. Kürkçü va representar el seu partit també en la Assemblea Parlamentària de Consell d'Europa.
Kürkçü va ser un dels 51 diputats a qui se li va aixecar la immunitat parlamentària a través d'una esmena constitucional provisional criticada per la Comissió de Venice.
Kürkçü va ser copresident de l'HDP entre octubre de 2013 i juny de 2014 juntament amb Sebahat Tuncel. Kürkçü i Tuncel també van ser portaveus per als Congrés Democràtic dels Pobles entre 2011 i 2016. Tuncel va deixar el càrrec el 23 de gener de 2016 i va estar reemplaçada per Gulistan Koçyiğit.
L'octubre de 2018 va rebre l'"Afiliació Honoraria" a l'Assemblea Parlamentària de Consell d'Europa.

### Carrera periodística
Kürkçü era actiu com a periodista polític, columnista i editor. Hi havia editat i contribuït a la Gaseta Política entre 2002 i 2007. Anteriorment també havia escrit per a publicacions de diversos partits polítics.
Al març de 1997, Kürkçü va estar sentenciat a 10 mesos a la presó per traduir un informe de Human Rights Watch al turc juntament amb l'editor Ayşe Zarakolu. Seguint una apel·lació del Tribunal europeu de Drets humans, el govern turc el va multar amb 2.500 € per danys.